# Крамола
Крамола — відкрита поведінка, як у мовленні, так і в організації, що прагне до повстання проти встановленого порядку. Повстання часто включає в себе підрив конституції і підбурювання невдоволення, або повстання проти встановленої влади. Крамола може включати будь-яке хвилювання, хоча не спрямоване на пряме і відкрите насильство проти законів. Крамольні слова в письмовій формі є крамольним наклепом.
Як правило, крамола не вважається підривним актом і явним актом, яка може переслідуватись за законами, залежно від правового кодексу. Там, де простежується історія цих правових кодексів, існують також записи про зміну у визначенні елементів крамоли у певних точках історії. Ця стаття послужила розробці соціологічного визначення поняття крамоли, а також в рамках вивчення державного переслідування.

## Історія в юрисдикціях загального права
Термін «крамола» в його сучасному значенні вперше з'явився в єлизаветинську епоху (десь у 1590 році) як «поняття підбурювання словами чи письмом невдоволення стосовно держави або влади». «Крамола доповнює державну зраду і воєнний стан: у той час, як зрада контролює в першу чергу привілейованих, церковних опонентів, священників і єзуїтів, а також деяких громадян, а воєнний стан лякає простолюдинів, крамола лякає інтелектуалів».